# 范中胜
范中胜（1949年—？），男，汉族，中华人民共和国政治人物。

## 生平
1970年毕业于河南大学中文系。1991年成为卢氏县县长，并于次年成为中共卢氏县委书记。1992年至1996年担任卢氏县委书记。1996年卸任卢氏县委书记后，前往三门峡任职，担任过三门峡市教育局党委书记。